# Ferenc Salbert
Ferenc Salbert (né le 5 août 1960) est un athlète hongrois naturalisé français, spécialiste du saut à la perche. Son premier club français est le Racing Club de France où il ne parvient pas à retrouver le niveau qui avait été le sien en Hongrie (5m50). 
En 1986, il quitte le Racing et rejoint le club d'Antony Athlétisme. Entraîné par Jean-Luc Martin et Maurice Houvion, il connait alors une rapide et spectaculaire progression. Au cours de l'hiver 1987, il enchaine le titre de champion de France en salle, puis une seconde place au championnat d'Europe en salle à Liévin avec 5m85, avant de connaitre le sommet de sa carrière lors du Masters de Grenoble (compétition réunissant les 12 meilleurs perchistes du monde) qu'il remporte en battant le record de France en salle avec 5m90. Il obtient ensuite la 4e place lors des championnats du monde en salle. 
Lors de l'été 1987 il remporte de nouveau le titre de champion de France. 
Au cours de l'hiver 1989, avec ses camarades du club d'Antony (Gérard Pineau et Eric Recton), il remporte la victoire dans l'épreuve de saut à la perche de la coupe de France des sauts (sorte de championnat de France par équipe). Enfin, cette même année il remporte également les Jeux de la Francophonie. 
En 1990, il quitte le club d'Antony pour le club athlétique de Montreuil 93, dont il codétient toujours le record en plein air.

## Biographie
En 1987, il se classe deuxième des Championnats d'Europe en salle de Liévin avec 5,85 m derrière son compatriote Thierry Vigneron, et réussit cette même année la meilleure performance de sa carrière en salle (5,90 m à Grenoble). Vainqueur des Jeux de la Francophonie 1989, il monte sur la troisième marche du podium des Championnats du monde en salle de Séville avec 5,70 m, devancé par les Soviétiques Sergueï Bubka et Viktor Ryzhenkov.
En 2002, Ferenc Salbert est élu vice-président de la Fédération hongroise d'athlétisme.

### Palmarès
| Date | Compétition                                                                     | Lieu         | Résultat | Marque |
| ---- | ------------------------------------------------------------------------------- | ------------ | -------- | ------ |
| 1987 | Championnats d'Europe en salle                                                  | Liévin       | 2e       | 5,85 m |
| 1987 | Championnats du monde en salle                                                  | Indianapolis | 4e       | 5,80 m |
| 1987 | Vainqueur du Masters de Grenoble en portant le record de France en salle à 5m90 |              |          |        |
| 1987 | Championnats du monde                                                           | Rome         | 10e      |        |
| 1989 | Jeux de la Francophonie                                                         | Casablanca   | 1er      | 5,65 m |
| 1991 | Championnats du monde en salle                                                  | Séville      | 3e       | 5,70 m |